# Міф про Сізіфа
«Міф про Сізіфа» (фр. Le Mythe de Sisyphe) — філософське есе французького письменника Альбера Камю, написане в 1942 році. Одна з головних праць філософії абсурдизму.

## Основний зміст

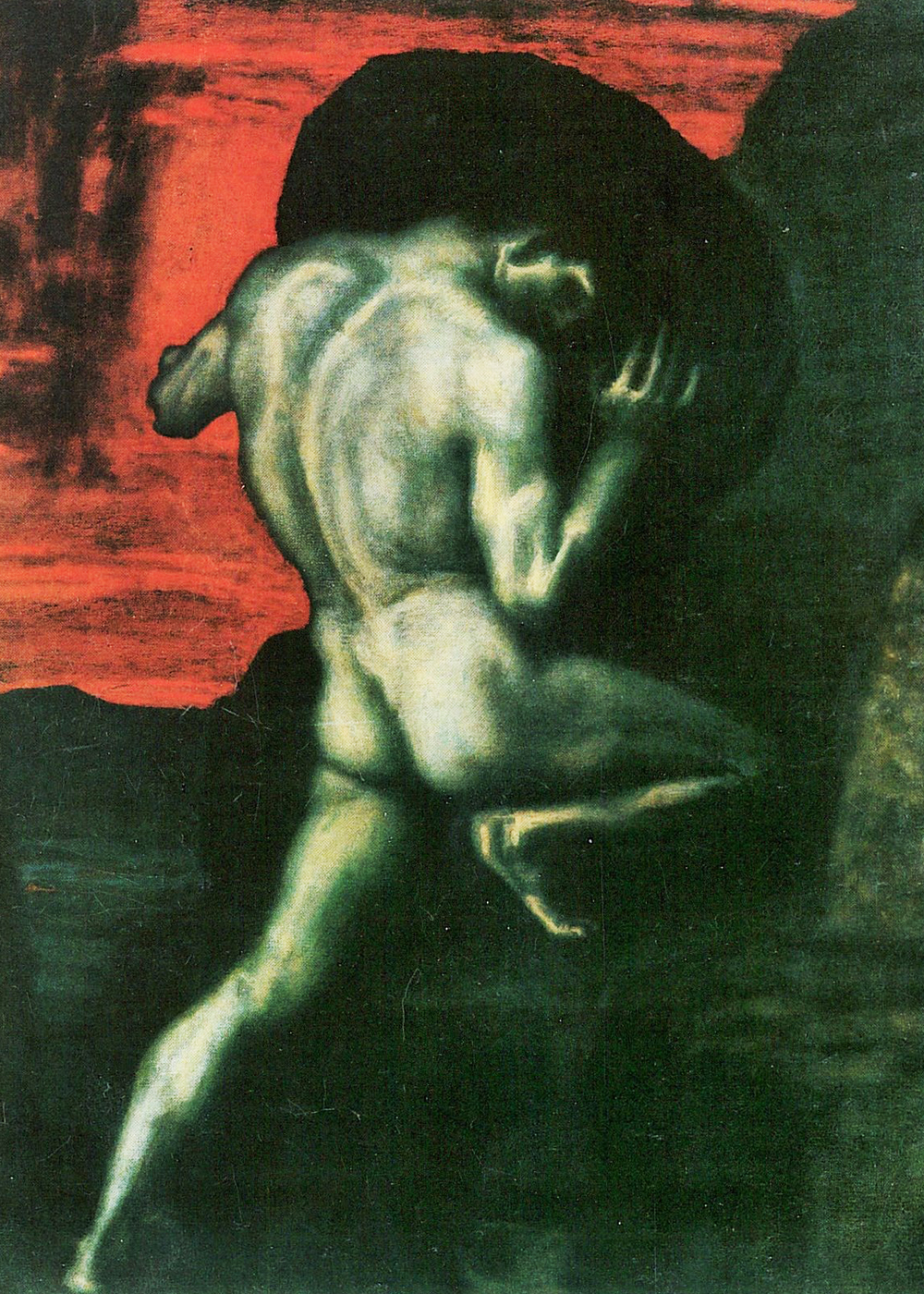
Сізіф, картина Франца фон Штука, 1920 р.

Міркування про абсурд. Камю стверджує, що головне питання філософії — це питання про те, чи варте життя того, аби його жити. Воно зводиться до питання про вибір між життям і самогубством. Самогубство стається з певного приводу, який лежить у зовнішньому світі, але його підґрунтям є внутрішній стан людини. До самогубства ведуть різні прояви почуття абсурду: відчуття байдужості світу до людини, безглуздості життя, усвідомлення своєї смертності та головне — почуття нудьги — втрати значення повторюваних у житті подій. Камю наголошує, що світ сам по собі не абсурдний, абсурд існує лише для людини, коли вона стикається зі світом.
Існує два виходи з абсурду: фізичне самогубство, що усуває людину зі світу, і «філософське». Останнє — це втеча в релігію, надія на краще майбутнє, що, втім не розв'язує проблеми, а тільки маскує її, виправдовує страждання певною вищою метою.
Людина абсурду. Замість тікати від абсурду, людина може прийняти його. Примирившись з тим, що життя тлінне, а майбутнє невідоме, вона продовжує жити в абсурді. Вона «кидає виклик» світові, тим самим звеличуючи себе. Така людина заперечує абсолютні моральні цінності, для неї все дозволено, але це не є заклик до свавілля. Людина абсурду натомість визнає рівноцінність наслідків будь-яких дій і марність докорів сумління. Вона приймає те, що кожен вчинок має наслідок, як добрий, так і злий за оцінками інших, і здійснюючи злочин, готова до покарання — для неї не існує вини, але є відповідальність.
Як приклади філософ наводить трьох осіб. Дон Жуан — чоловік, що кохається з багатьма жінками, не сподіваючись на майбутнє життя з ними, він живе «тут і зараз». Актор — той, хто проживає життя інших людей, стаючи ким захоче. Завойовник — шукає досягнень за життя, не сподіваючись на славу в пам'яті нащадків.
Абсурдна творчість. Абсурдна людина повинна бути творчою і її творчість вільна від повчань чи рамок — абсурдна людина просто зображує те, що бачить і переживає. У творчості відображається абсурд і тим самим людина долає його. Сенс творчості в тому, щоб знайти радість у повсякденному житті.
Наприкінці Камю наводить своє трактування давньогрецького та римського міфів про Сізіфа. Їх зміст полягає в тому, що Сізіф хитрощами лишився у світі живих, коли прийшов час помирати. За це боги покарали його: вічно він повинен був закочувати величезний камінь на гору, звідки той незмінно скочувався вниз, і все потрібно було починати спочатку. Боги вважали, що на світі немає нічого жахливішого, ніж важка і даремна робота. У Сізіфа немає надії на краще, його життя безглузде і важке. Та все ж Камю вважає його абсурдним героєм — Сізіф сам котить свій камінь, він раз за разом досягає вершини гори й тому щасливий.

## Український переклад
- Камю А. Міф про Сізіфа // Міф про Сізіфа. LE MYTHE DE SISYPHE. Есе / Альбер Камю; [пер. з фр. Олег Жупанський]. — «Портфель». — 2015. — 105 с.